# Los número uno: Éxitos 1968-2003
Los número uno: 1968-2003 es un álbum compilatorio de la banda mexicana de rock en español El Tri y fue lanzado al mercado en el año 2003 por WEA Latina.

## Contenido
Este material discográfico se divide en dos discos compactos y en ambos recopila canciones que originalmente fueron publicadas en álbumes de Three Souls In My Mind, así como temas de producciones de finales de los años noventa y principios de los 2000.

## Lista de canciones
Todas las canciones fueron compuestas por Álex Lora, excepto donde se indica lo contrario.

| Disco uno |                                                                   |                                     |          |  |
| N.º       | Título                                                            | Escritor(es)                        | Duración |  |
| 1.        | «A.D.O. (en vivo)» (de Es lo mejor, 1974)                         |                                     | 6:34     |  |
| 2.        | «Nuestros impuestos» (de Es lo mejor, 1974)                       |                                     | 2:30     |  |
| 3.        | «Abuso de autoridad» (de Chavo de onda, 1973)                     |                                     | 2:01     |  |
| 4.        | «Oye cantinero» (de Three Souls In My Mind III, 1972)             |                                     | 2:39     |  |
| 5.        | «Perro negro y callejero» (de Chavo de onda, 1973)                |                                     | 3:05     |  |
| 6.        | «Triste canción» (de Simplemente, 1984)                           |                                     | 5:42     |  |
| 7.        | «Metro Balderas» (de Simplemente, 1984)                           | Lora / Rodrigo «Rockdrigo» González | 5:42     |  |
| 8.        | «Que viva el rock and roll» (de Three Souls In My Mind III, 1972) |                                     | 2:42     |  |
| 9.        | «El blues de la llanta» (de Que rico diablo, 1977)                | Lora / Sergio Mancera               | 7:33     |  |
| 10.       | «San Juanico» (de Simplemente, 1984)                              |                                     | 5:25     |  |
| 11.       | «Niño sin amor» (de El niño sin amor, 1986)                       |                                     | 3:07     |  |
| 12.       | «Mente rockera» (de La devaluación, 1975)                         |                                     | 4:18     |  |
| 13.       | «Difícil» (de 21 años después: Álex Lora y El Tri, 1989)          | Lora / Horacio Reni                 | 2:46     |  |
| 14.       | «María Sabina» (de 21 años después: Álex Lora y El Tri)           |                                     | 5:13     |  |
| 15.       | «Let Me Swim» (de Three Souls in My Mind, 1970)                   | Lora / Ernesto de León              | 3:50     |  |

| Disco dos |                                                                  |                                                                              |          |  |
| N.º       | Título                                                           | Escritor(es)                                                                 | Duración |  |
| 1.        | «Millones de niños» (de Una leyenda viva llamada El Tri, 1990)   |                                                                              | 8:08     |  |
| 2.        | «Pobre soñador» (de 25 años, 1993)                               | Lora / Felipe Souza                                                          | 3:52     |  |
| 3.        | «Los minusválidos» (de Una rola para los minusválidos, 1994)     | Lora / Souza / Rafael Salgado / Rubén Soriano / Pedro Martínez / Chicho Mora | 3:16     |  |
| 4.        | «Las piedras rodantes» (de Una rola para los minusválidos, 1994) |                                                                              | 3:19     |  |
| 5.        | «Todo sea por el rocanrol» (de Hoyos en la bolsa, 1995)          |                                                                              | 4:45     |  |
| 6.        | «Virgen Morena» (de Cuando tú no estás, 1997)                    |                                                                              | 4:33     |  |
| 7.        | «Parece fácil» (de Cuando tú no estás, 1997)                     |                                                                              | 4:35     |  |
| 8.        | «El muchacho chicho» (de Cuando tú no estás, 1997)               |                                                                              | 5:10     |  |
| 9.        | «Todo me sale mal» (de Fin de siglo, 1998)                       |                                                                              | 3:44     |  |
| 10.       | «Vicioso» (de Simoplemente, 1984)                                | Lora / Mancera                                                               | 2:26     |  |
| 11.       | «Madre Tierra» (de No podemos volar, 2000)                       |                                                                              | 3:46     |  |
| 12.       | «Esclavo del rocanrol» (de Cuando tú no estás, 1997)             |                                                                              | 3:13     |  |
| 13.       | «No te olvides de la banda» (de No te olvides de la banda, 2002) |                                                                              | 4:33     |  |
| 14.       | «Chilango incomprendido» (de 25 años, 1993)                      |                                                                              | 2:57     |  |
| 15.       | «Nostalgia» (de Fin de siglo, 1998)                              |                                                                              | 5:27     |  |

## Créditos

### El Tri
- Álex Lora — voz, guitarra y bajo
- Rafael Salgado — armónica
- Sergio Mancera — guitarra (en todas las canciones del disco uno y las canciones 1 y 10 del disco dos)
- Ernesto de León — guitarra (en las canciones 1, 2, 3, 4, 5, 8, 9, 12 y 15 del disco uno)
- Felipe Souza — guitarra (en las canciones 2, 3, 4, 5 y 14 del disco dos)
- Eduardo Chico — guitarra (en todas las canciones del disco dos excepto en la 1)
- Óscar Zárate — guitarra (en todas las canciones del disco dos excepto en la 1)
- Rubén Soriano — bajo (en las canciones 13 y 14 del disco uno y 1, 2, 3, 4, 5 y 14 del disco dos)
- Carlos Hauptvogel — batería (en las canciones 1, 2, 3, 4, 5, 8, 9, 12 y 15)
- Mariano Soto — batería (en las canciones 5, 6, 13 y 14 del disco uno y 1 del disco dos)
- Pedro Martínez — batería (en las canciones 2, 3, 4, 5, 6, 7, 8, 9, 12, 14 y 15 del disco dos)
- Ramón Pérez — batería (en las canciones 11 y 13 del disco dos)
- Chela Lora — coros

### Personal técnico
- Tulio Magnara — coordinación general
- Luis Gil — remasterización
- Hula — diseño